# Hermann IV de Bade
Hermann IV de Bade (allemand : Hermann IV. von Baden) (né en 1135 - † 13 septembre 1190 à Antioche) fut margrave de Bade et margrave titulaire de Vérone de 1160 à 1190.

## Biographie
Hermann IV de Bade appartint à la première branche de la Maison de Bade, elle-même issue de la Maison de Zähringen. Fils de Hermann III de Bade et de Bertha de Lorraine (* 1116 - † 1162). Hermann IV de Bade participa, avec l'empereur Frédéric Ier du Saint-Empire, au siège et à la destruction de Milan. De 1176 à 1178, il participa à la campagne italienne menée par Frédéric Ier et prit part à la bataille de Legnano en 1176. Il participa à la troisième croisade et fut tué le 13 septembre 1190 à Antioche.

## Union et postérité
Hermann IV de Bade épousa en 1162 Berthe de Tübingen (* ? - † 1169, fille de Louis de Tübingen, comte palatin de Saxe).
Six enfants sont nés de cette union :
- Hermann V de Bade-Bade (* ? - † 1243), margrave de Bade-Bade ;
- Frédéric (* ? - † 1231) ;
- Henri Ier de Bade-Hachberg (* ? - † 1231), margrave de Bade-Hachberg, fondateur de la troisième branche de la Maison de Bade, il épousait Agnès, fille d'Egon IV d'Urach ;
- Juta ;
- Berthe ;
- Gertrude (* ? - † avant 1225).

## Sources
- Anthony Stokvis, Manuel d'histoire, de généalogie et de chronologie de tous les États du globe, depuis les temps les plus reculés jusqu'à nos jours, préf. H. F. Wijnman, Israël, 1966, Chapitre VIII. « Généalogie de la Maison de Bade, I. »  tableau généalogique no 105.
- Jiří Louda & Michael Maclagan, Les Dynasties d'Europe, Bordas, Paris 1981  (ISBN 2040128735) « Bade Aperçu général », Tableau 106 & p. 210.